# 鼠姓
鼠姓，是中國的一個罕見姓氏。

## 起源
- 源于子姓，出自商末周初鼠族，属于以宗教图腾标志为氏。成汤末期，商纣无道，八百诸侯反殷商，在周武王姬发和太师姜尚的率领下攻克朝歌，商王朝灭亡。姜子牙引四贤八俊齐归周，成就了周王朝八百年天下。鼠氏族人的后世子孙在周安王姬骄十六年(齐康公十七年，田齐和子十七年，公元前386年)“田代姜齐”事件之后，多改为谐音之苏氏、舒氏、束氏、菽氏、殳氏、戍氏、俶氏等。

- 源于突厥族，出自唐朝西突厥阿史那部鼠尼施部落，属于以部落名称汉化为氏。在文献《新编千家姓》和史籍《新唐书》中记载有鼠姓：“唐有鼠尼施。”[1]

## 分布
貴州省的彝族中尚有鼠族。